# 极速前进12
极速前进12是流行的真人秀節目极速前进的第十二季。本季將有11對不同關係的選手參賽，爲最終大獎進行環球旅行挑戰。將於07年11月4日於美國CBS開始播放。
制片人约翰森称本季比赛长度会比往季少2集，非淘汰赛段被取消以增加观赏性，但事實上仍出現了兩個非淘汰賽段（第七及九段）。
新加入赛制：
- 迴轉（U-Turn），於绕道後出现，迴轉可以迫使另外一队伍在完成一个绕道项目后再去完成另一个绕道项目。每队在整个比赛中只能使用一次迴轉。
- 減速障礙（Speed Bump），於任一時間點出現。Speed Bump是非淘汰賽段最後一名隊伍必須完成之任務。

## 结果
| 隊伍               | 關係         | 分段比賽成績 | 分段比賽成績 | 分段比賽成績 | 分段比賽成績 | 分段比賽成績 | 分段比賽成績 | 分段比賽成績 | 分段比賽成績 | 分段比賽成績 | 分段比賽成績 | 分段比賽成績 | 路障完成情況          |
| 隊伍               | 關係         | 1            | 2            | 3            | 4            | 5            | 6            | 7 ƒ          | 8            | 9            | 10           | 11           | 路障完成情況          |
| ------------------ | ------------ | ------------ | ------------ | ------------ | ------------ | ------------ | ------------ | ------------ | ------------ | ------------ | ------------ | ------------ | --------------------- |
| TK & Rachel        | 新约会情人   | 3rd          | 6th          | 2nd          | 7th          | 1st          | 4th          | 4th          | 1st          | 4th          | 2nd          | 1st          | TK 5, Rachel 6        |
| Ronald & Christina | 父女         | 7th          | 9th          | 5th          | 3rd          | 3rd          | 1st          | 3rd          | 3rd          | 1st          | 1st          | 2nd          | Ronald 5, Christina 6 |
| Nicolas & Donald   | 爷孙         | 5th          | 8th          | 6th          | 4th          | 6th          | 5th          | 1stƒ         | 2nd          | 3rd          | 3rd          | 3rd          | Nicolas 6, Donald 4   |
| Nathan & Jennifer  | 约会中       | 10th         | 2nd          | 3rd          | 2nd          | 5th          | 3rd1         | 2nd          | 4th          | 2nd          | 4th          |              | Nathan 5, Jennifer 5  |
| Kynt & Vyxsin      | 约会中哥德人 | 2nd          | 4th          | 4th          | 5th          | 2nd          | 2nd          | 5th          | 5th⊃2        |              |              |              | Kynt 4, Vyxsin 4      |
| Azaria & Hendekea  | 兄妹         | 1st          | 5th          | 1st          | 1st          | 4th          | 6th          |              |              |              |              |              | Azaria 4, Hendekea 2  |
| Shana & Jennifer   | 朋友         | 6th          | 3rd          | 7th          | 6th⊃         | 7th          |              |              |              |              |              |              | Shana 3, Jennifer 2   |
| Lorena & Jason     | 约会中       | 4th          | 1st          | 8th          | 8th⊂         |              |              |              |              |              |              |              | Lorena 1, Jason 3     |
| Marianna & Julia   | 姐妹         | 9th          | 7th          | 9th          |              |              |              |              |              |              |              |              | Marianna 2, Julia 1   |
| Kate & Pat         | 已婚牧师     | 8th          | 10th         |              |              |              |              |              |              |              |              |              | Kate 2, Pat 0         |
| Ari & Staella      | 好友         | 11th         |              |              |              |              |              |              |              |              |              |              | Ari 0, Staella 1      |

^  注解1：Nathan & Jennifer原於第二名到达中继站，但他们并没有依照指定的交通方法前往中继站，他们被要求返回并乘搭指定交通工具再次抵达中继站方可报到。此惩罚导致Kynt & Vyxsin超越他们。当他们再次抵达中继站时，他们掉至第三名。

^  注解2：Kynt & Vyxsin对Nicolas & Donald使用U-turn，但Nicolas and Donald当时已超越Kynt and Vyxsin，所以该U-turn未被生效

- 红 ：该队已淘汰。
- 下線藍：該隊最後抵達非淘汰提示站，他们需在下赛段接受減速障礙(Speed Bump)任務
- 绿ƒ ：获得快进线索，ƒ表示该赛段有快进但未被使用。
- 棕⊃：该队使用迴轉，⊂是被指定迴轉的队伍，«»表示该赛段有迴轉但無隊伍使用

## 每集標題語錄
每集標題通常引用自參加者說過的話。
1. "Donkeys Have Souls, Too" – Christina
2. "I've Become the Archie Bunker of the Home" – Ronald
3. "Please, Lord, Give Me Milk" – Lorena
4. "Let's Name Our Chicken Phil" – Shana (Shana & Jennifer)
5. "We Really Burned Bridges, For Sure" – Jennifer
6. "Cherry on Top of the Sundae That's Already Melted" – Nathan
7. "This Is Forever, Now" – Donald
8. "Honestly, They Have Witch Powers or Something!" – Jennifer (Nathan & Jennifer)
9. "I Just Hope He Doesn't Croak on Us" – Ronald
10. "Sorry, Guys, I'm Not Happy to See You" - Jennifer (Nathan & Jennifer)
11. "The Final Push" - TK

## 奖项
个人奖项颁发给每赛段的冠军队。
- 第1段 - 雙人加拿大亞伯達旅游，一切费用由Travelocity公司承担
- 第2段 - 每人获得一辆三輪电动车
- 第3段 - 雙人五天百慕大假期，一切费用由Travelocity公司承担
- 第4段 - 每人獲得一輛Yamaha小綿羊（速克達）
- 第5段 - 雙人十天日本假期，一切费用由Travelocity公司承担
- 第6段 - 每人获得一艘12.5尺长的双体船
- 第7段 - 雙人墨西哥坎昆旅遊，一切費用由Travelocity公司承担
- 第8段 - 雙人聖馬丁島旅遊，一切費用由Travelocity公司承担
- 第9段 - 每人獲得一輛四座電動車
- 第10段 - 雙人五天安的列斯群島庫拉索假期，一切费用由Travelocity公司承担
- 第11段 - $1,000,000

## 旅程
美国 →  爱尔兰 →   荷蘭 →  布吉納法索 →  立陶宛 →   →  義大利 →  印度 →  日本 →  臺灣 →  美国

## 比赛进程

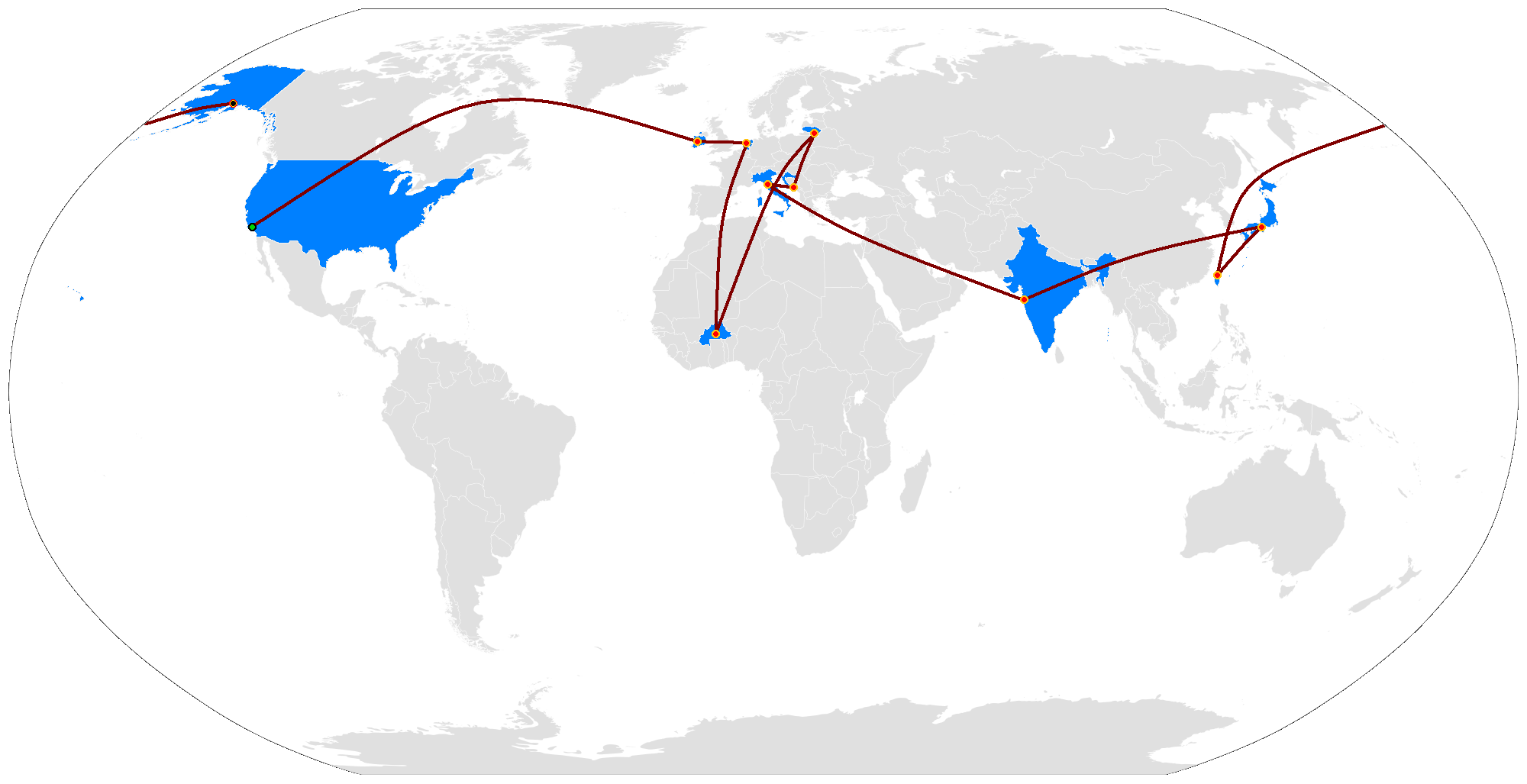
第十二季路線圖。

### 第1段（美國 → 愛爾蘭）
- 美國加利福尼亞州洛杉矶 (花花公子庄园)（起點線）
- 洛杉矶（洛杉矶国际机场）到 愛爾蘭香农（香农机场）
- Rossaveal 到 伊尼什莫尔岛
- 伊尼什莫尔岛（St Benen 教堂）[AT1]
- 伊尼什莫尔岛 到 Rossaveal
- 戈尔韦郡 Cleggan（Cleggan农场）[AT2] [AT3]
- Clifden（Connemara Heritage and History Centre）

路障:一名队员骑上一辆吊在北大西洋海湾上空的自行车并穿过长200英尺的深谷；另一名队员则坐在下方8英尺处，到达对岸后，就能获得下一条线索。
附加任務
- [AT1]:队伍到达St Benen 教堂后，分别登记三班渡轮出发时间（8：00，8：30，9：30）。

- [AT2]:各队抵达农场後骑上双人自行车，沿着泥泞路前进并寻找下一个线索箱。

- [AT3]:完成路障后，各队需要找头驴，在驴每边背上的筐里放15块泥媒并将驴牵回农场入囗，以获得下一条线索。

### 第2段（愛爾蘭→ 荷蘭）
- 香农（香农机场）到 荷蘭阿姆斯特丹（阿姆斯特丹机场）
- 阿姆斯特丹（史基浦车站）到 阿姆斯特丹（阿姆斯特丹中央車站）
- 阿姆斯特丹（Melkmeisjesbrug）
- 阿姆斯特丹 到 Ransdorp
- Ransdorp（Rural Village Field） [AT1]
- Durgerdam（游艇俱乐部）

繞道：吊东西--隊伍要前往附近的公寓楼用繩索及滑輪，把五件傢具從地面吊至一個阿姆斯特丹典型的多層住宅單位內，之后就能获得下一条线索。
找東西--隊伍需步行至一個泊車場。從數千輛當地最普遍的交通工具——自行車中，尋找兩輛与给出標籤特定顏色一样的自行車。找到後，隊伍需踏五英里路，在該處有人會給他們下一個線索。
路障:一名队员進行荷兰农夫以前用於田间穿梭的一项技巧--输水沟撑杆跳，跳到对面的草地获得线索,然后队员再撑杆跳回来。
附加任務
- [AT1]: 完成路障後，队伍須骑荷兰传统运货自行车前往中继站。

### 第3段（荷蘭→ 布基纳法索）
- 阿姆斯特丹（阿姆斯特丹机场）到 布基纳法索瓦加杜古（瓦加杜古机场）
- 瓦加杜古（瓦加杜古車站）
- 瓦加杜古（瓦加杜古車站）到 布尔基恩德省Bingo [AT1]
- 布尔基恩德省（乡村学校）
- 布尔基恩德省（Bingo近郊）

路障:一名队员需要擠駱駝奶至碗內标记线，獲檢查合乎標準後，需把整碗駱駝奶喝掉才能获得下一条线索。如果骆驼挤不出奶来，队员要等待其他队员挤完才能用别人的骆驼挤奶。
繞道：學習--要求參賽隊伍需向校內的學生學習10個摩西語單詞，一旦队伍在老师面前都说出了十个單詞就能获得下一条线索。
教導--隊伍需向完全不懂得英語的學生教10個英語單詞，一旦该学生在老师面前都说出了十个單詞就能获得下一条线索。
附加任务
- [AT1]: 完成路障後，隊伍需領導四隻駱駝，沿着已標示的路至下一条线索。

### 第4段（布基纳法索）
- 布尔基恩德省（Bingo村）[AT1]
- 帕索雷省,Yako（Bouda-Pelegtanga村落田野）
- Pelegtanga市场
- 瓦加杜古（Tampouy Goat市场）
- 瓦加杜古（Hotel de Ville市政府）

绕道:摆动黄金盘--队伍要选择一座金矿然后用当地传统方法在淘金盘盛上一盎司的金子,之后用这些金子换取下一条线索。
摆动身体--队伍要学习一种非洲传统舞蹈之后要表演给评委看（可以有自己编排的舞蹈动作）如果他们的舞蹈能打动评委，就能获得下一条线索。如果他们的舞蹈未能打动评委，他们要接受十分钟的罚时。
路障:一名队员将一些货品放在自行车上，然后骑车前往一座市场，并将货品分别交到指定地点.送完后,就能获得下一条线索。
附加任务
- [AT1]:各队从部落首领处取一只鸡和下一条线索并一直携带这只鸡完成本赛段比赛。

### 第5段（布基纳法索→立陶宛）
- 瓦加杜古（瓦加杜古機場） 到 立陶宛維爾紐斯（維爾紐斯國際機場）
- 維爾紐斯（St. Anne's 教堂）
- Rumšiškės（Lietuvos Liaudies Buities Muziejus） [AT1]
- Rumšiškės（Aukstaitija風車）

路障:一名队员从一位当地妇人手中取得包裹及告诉队员指定人物的位置，然后步行经过混乱的街道将包裹送到指定人物手上。然後该人会将另一个包裹及最後要抵达的位置，将包裹送到那後会获得下一条线索。
绕道：数下去--队伍抵达当地传统夏季庆典场地，数出场地外围篱笆的总数量并展示给一位村民。当答案正确，村民将会交出下一条线索。
踩上去--队伍使用高跷行走一段标记了的道路直至终点线，如果队员在终点线前着地，就需要从起点重新步行。当两位队员抵达终点线，他们将收到下一条线索。
附加任务
- [AT1]：在Lietuvos Liaudies Buities Muziejus里，队伍需要在众多玩偶里找到一个与线索里指定的Travelocity玩偶，队伍要带着它前往中继站。

### 第6段（立陶宛→克羅地亞）
- 維爾紐斯（維爾紐斯國際機場）到 克羅地亞杜布羅夫尼克（杜布羅夫尼克机场）
- 杜布羅夫尼克（Fort of St. Lawrence）  [AT1]
- 杜布羅夫尼克（Bokar堡垒）
- 杜布羅夫尼克（石制十字架观景台）

路障:一名队员在150颗石头中正确地找寻能放进8个堡垒石墙缺囗的其中一个，完成后会获得下一条线索。
繞道：短和长--队伍需从堡垒顶垂降到地面，然后跟着指定的路到达城墙，再使用绳梯爬上城墙，然後在穿过复杂的城镇到达一座广场寻找下一条线索。
长和短--队伍需前後的在堡垒顶双人滑索到水里，然後游向浮台，划着渔船围绕城市到达标记的位置，再徒步前经一条快捷的道路前往相同的广场领取下一条线索。
附加任务
- [AT1] :完成路障后，队伍需要从Fort of St. Lawrence利用双人滑索滑到对面的Bokar堡垒获得下一条线索。

### 第7段（克羅地亞→意大利）
- 杜布羅夫尼克（Autobusni kolodvor Dubrovnik）到 斯普利特(Autobusni kolodvor Split)
- 斯普利特（斯普利特码头）到 意大利安科納(安科納码头)[AT1]
- 恩波利  (Campo di Volo Silvano Poli)
- 芬奇（列奥纳多·达芬奇的出生地）
- 佛羅倫萨（波波里花園）

通行证:队伍要开车往Fabio工作室，像以前的水手一样纹上纹身，他们的纹身将是一个小的"FF"象征Fast Forward（快进）。纹身完成后，就可以获得通行证。
路障:一名队员连同机师进入一辆超轻形飞机，在空中搜寻地面写有下一个目的地的地方。如果找到了队伍就可以指示机师回地面并把看到的告诉机长就能获得下一条线索。（注：队伍有三十分钟时间，当超过後，飞机将返回地面来加油）。
绕道:创新--队伍需要前往附近的庭院，选择一个由列奧納多·達芬奇设计的起重机复制品。他们要先组合起重机并使用它举起一块石头离开地面，然後需要将镜子放置於石头下就能看到下一个目的地。
传统--队伍则需要前往Guido Masi广场，学习当地传统的旗子步操，如果他们的步伐正确，总旗手会给予他们一面印有下一个目的地的旗子。
附加任务
- [AT1]: 各队在获得线索的同时也会获得一部黑莓手机,队伍在开车的途中会获得来自家人的信息，但队伍不能用手机做其他事情。

### 第8段（意大利→印度）
- 佛羅倫萨（佛罗伦萨－佩雷托拉机场）到 印度孟買（賈特拉帕蒂·希瓦吉國際機場）
- 孟買（M.R. Nalik报摊）[AT1]
- 孟買（Chauhan Alteration Tailors）
- 孟買（Kabutar Khana）
- 孟買（Bharatgas Colaba Gas Service）
- 孟買（班德拉堡）

绕道:张贴--队伍要前往Dadar West Bridge，然后运用提供的工具来将宝莱坞电影海报张贴墙上。得到满意后，就能获得下一条线索。
穿花--队伍要前往Dadar花市，使用3种颜色（红，橙，黃）的花来制作花环。得到满意后，队伍要将该花环交给一位新郎换取下一条线索。
路障:一名队员要将六罐丙烷气体放入三轮车，然后骑车前往写在运送单的两个地方，每户人家送三罐并带走收据。最后队伍骑车回到天然气站用两张收据换取下一条线索。
減速障礙：队伍要前往Dariya Mahal见一位瑜伽师傅并跟他做一组瑜伽，完成后就可继续前进。
附加任务
- [AT1] ：队伍需买张报纸并翻阅报纸找到暗指下一个线索的广告。

### 第9段（印度→日本）
- 孟買（賈特拉帕蒂·希瓦吉國際機場）到 日本大阪（關西國際機場）
- 大阪（岸和田城）
- 大阪（野田站）
- 大阪（北御堂）
- 大阪（天保山公園）

路障:一名隊員获得一副手套和一顶帽子并駕駛一辆計程車经过大阪复杂的街道在不能通过当地人上车和询问乘客帮助的情况下将一對男女乘客送往指定地点（其地址是用日文寫出）。送到之后，队员会获得线索，但队员要开车返回野田站与队友会合才能阅读线索。
繞道:。嗅覺--队伍要步行前往Saera花店，然後用鼻子在近千朵假花中尋找一朵真花。找到后，他们会获得下一条线索。
觸覺--队伍要步行前往Shimojima大楼。然后使用手机控制兩個機械人並進行一場足球賽。當兩名隊員将球射人球门后，他們會獲得下一個線索。

### 第10段（日本→台灣）
- 大阪（梅田蓝天大厦）
- 大阪（關西國際機場）到 台灣台北（台灣桃園國際機場）
- 台北（台北車站）到 台中（台中车站）
- 集集鎮（Acrobatics Jeep）
- 台中（台中車站） 到  台北（台北車站）
- 台北（集客人间茶館）[AT1]
- 台北（公館夜市）
- 台北（中正紀念堂）

起点线任务:隊伍要明白线索里写的“有孔的建筑”指的是梅田蓝天大厦，而“空中庭院”就是指楼顶的瞭望台。
路障:一名隊員搭乘由專業人員駕駛的特技表演車在15呎高的跷跷板上平衡，之后佩戴潜水鏡，搭乘水陸兩用車潛入水中17秒（在车没有离开水面前不能下车）。当两项表演结束后就能获得下一条线索。
繞道：火--隊伍要前往二二八纪念公園在孔明灯上写上愿望，之后烧里面的纸将孔明燈放飞至夜空中.放完20个后就能获得下一条线索。
地--隊伍要前往青年公園赤腳沿著石子路走一个来回，当两名队员都走回起点，就能領取下一個線索。
減速带：队伍要穿上保護裝備在一連串煙火中跑過，最后队伍还要被人泼水就能继续前进。
附加任务
- [AT1] ：到达集客人间茶館后，每位隊員需喝一杯茶，而線索就用中文写在茶杯底部。根据该线索，队伍要步行前往公館夜市找到一位小丑就能領取下一個線索。

### 第11段（台灣→美國）
- 台北（台灣桃園國際機場）到 美國阿拉斯加州 安克拉治（泰德·史蒂文斯安克雷奇國際機場）
- 安克拉治（第6大道戶外用品店）[AT1]
- 安克拉治（船溪碼頭）
- 安克拉治（二十哩河）[AT2]
- 安克拉治（鵝湖公園）
- 安克拉治（詹姆斯·庫克雕像）
- 安克拉治（三文魚流鶯）
- 葛活特（葛活特機場）

繞道：切鱈魚--隊伍需切開一條重達50磅的鱈魚，並在魚的身體內找到一個迷你線索。抓螃蟹--隊伍要跳進一個有近500隻猛螃蟹的塘內，並在蟹堆中尋找一隻有賽事標記的，然後獲得下一個線索。
路障:一名隊員要在來自不同賽段的15項物品中，按照以下要求選出10項物品放在平台上：
(1)每個賽段只能挑選一項物品。
(2)10項物品中須有3項為動物或其副產品，1項必須在U-turn（迴轉）中出現過，2項須為曾被要求帶往或出現在中繼站的，2項物品需為有輪子的交通工具；其中1項必須在繞道中使用過，1項是棍棒型的交通工具。
眾多滿足部份條件的方法中只有一個組合能滿足全部條件，當他們當所有正確的物品放能平台上，線索箱會自動打開，队员就能獲得下一條線索。
正確答案：第1段（愛爾蘭）：雙人自行車；第2段（荷蘭）：自行車；第3段（布基納法索）：駱駝奶；第4段（布基納法索）：雞；第5段（立陶宛）：高蹺；第6段（克羅地亞）：禮炮槍；第7段（意大利）：黑莓手機；第8段（印度）：U-turn路標；第9段（日本）：清潔工人；第10段（台灣）：茶杯
附加任务
- [AT1]： 隊伍在抵達安克拉治後，需前往當地的一間野外旅行用物專門店 - 第6大道戶外用品店（6th Avenue Outfitters），並取得接下來賽程所需要的必需品及線索。
- [AT2]： 隊伍需到河邊乘座快艇到20英里河，抵達後，他們需爬上冰川，在冰川的頂部取得他們的線索。之后各隊需在冰川乘搭直升機穿越阿拉斯加的原野，到達Merrill小型機場。